# Leis raciais italianas

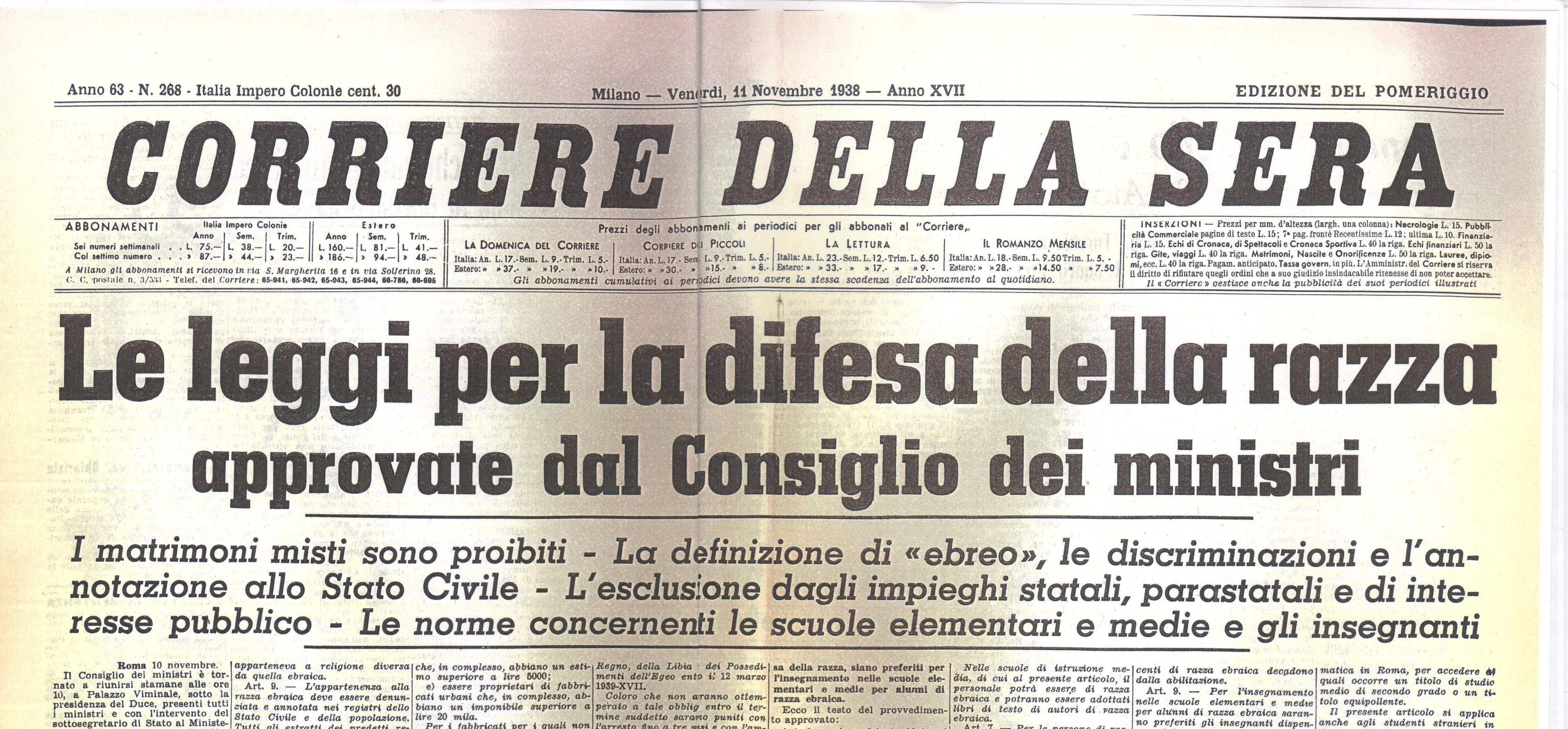
Primeira página do jornal italiano Corriere della Sera em 11 de novembro de 1938: "Le leggi per la difesa della razza approvate dal Consiglio dei ministri " (Em português: "As leis para defesa da raça / aprovada pelo Conselho de Ministros").

As leis raciais italianas (em italiano:  leggi razziali) foram uma série de normativas promulgadas pelo Conselho de Ministros na Itália Fascista entre 1938 e 1943 com a finalidade de impor a discriminação e a segregação racial no Reino da Itália. 
As principais vítimas das leis raciais foram os judeus italianos e os habitantes africanos nativos do império colonial italiano (1923-1947). Após a queda de Mussolini do poder, o governo de Pietro Badoglio suprimiu as leis raciais. Elas permaneceram em vigor e foram agravados nos territórios governados pela República Social Italiana (1943-1945) até o final da Segunda Guerra Mundial.

## História
A primeira e mais importante das leis raciais foi o Decreto Régio nº. 1728 de 17 de novembro de 1938. Ele restringiu os direitos civis dos judeus italianos, proibiu livros escritos por autores judeus e excluiu os judeus de cargos públicos e do ensino superior. Leis adicionais despojaram os judeus de seus bens, restringiram as viagens e, finalmente, providenciaram seu confinamento no exílio interno, como foi feito para os presos políticos. Em reconhecimento por suas contribuições passadas e futuras e por seus serviços como súditos do Império Italiano, Roma aprovou um decreto em 1937 distinguindo os eritreus e etíopes de outros súditos do recém-fundado império colonial. No Reino da Itália, eritreus e etíopes deveriam ser tratados como "africanos" e não como nativos, como acontecia com os outros povos africanos submetidos ao domínio colonial do Império Italiano. (carece de fontes)
A promulgação das leis raciais foi precedida por uma longa campanha de imprensa e publicação do "Manifesto da Raça" no início de 1938. O relatório, supostamente científico, foi assinado por cientistas e apoiadores do Partido Nacional Fascista (PNF); entre os 180 signatários do "Manifesto da Raça", estavam dois médicos (S. Visco e N. Fende), um antropólogo (L. Cipriani), um zoólogo (E. Zavattari) e um estatístico (F. Savorgnan). O "Manifesto da Raça", publicado em julho de 1938, declarava que os italianos eram descendentes da raça ariana. Ele tinha como alvo "raças" que eram vistas como inferiores (ou seja, não descendentes de arianos). Em particular, os judeus foram banidos de muitas profissões.
 

Sob as leis raciais, as relações sexuais e casamentos entre italianos, judeus e africanos eram proibidos. Os judeus foram banidos de cargos bancários, governamentais e educacionais, além de terem suas propriedades confiscadas.

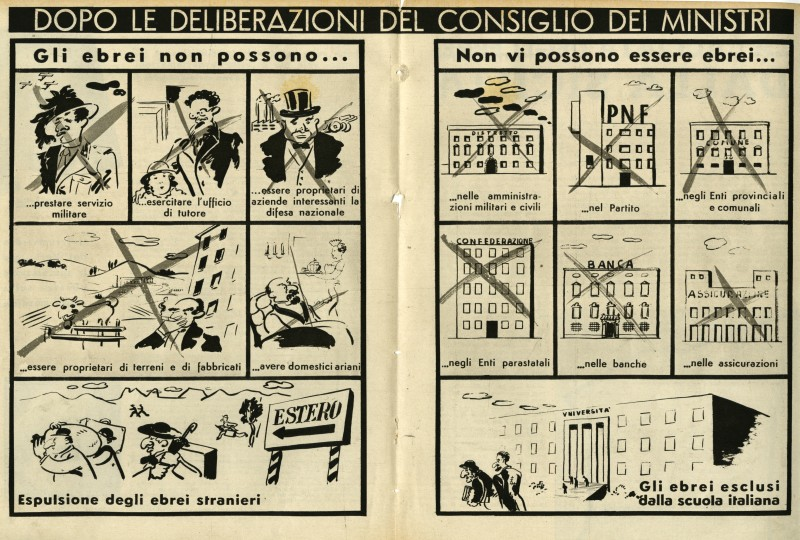
Caricatura antissemita publicada no periódico fascista La Difesa della Razza, após a promulgação das leis raciais (15 de novembro de 1938).

A decisão final sobre as leis raciais foi tomada durante a reunião do Gran Consiglio del Fascismo, realizada na noite de 6 para 7 de outubro de 1938 em Roma, no Palazzo Venezia. Nem todos os fascistas italianos apoiavam a discriminação: enquanto os pró-alemães e antissemitas Roberto Farinacci e Giovanni Preziosi os pressionavam fortemente, Italo Balbo se opunha fortemente às leis raciais. As leis raciais proibiam os judeus da maioria dos cargos profissionais, bem como proibiam relações sexuais e casamentos entre italianos, judeus e africanos. A imprensa na Itália fascista divulgou amplamente o "Manifesto da Raça", que incluía uma mistura de racismo biológico e história; declarava que os italianos pertenciam à raça ariana, os judeus não eram italianos e que era preciso distinguir entre europeus e não europeus.
Enquanto alguns estudiosos argumentam que esta foi uma tentativa de Mussolini de bajular Adolf Hitler — que se tornou cada vez mais um aliado de Mussolini no final dos anos 1930 e especula-se que o tenha pressionado a aumentar a discriminação racial e a perseguição aos judeus no Reino da Itália― outros argumentaram que refletia sentimentos há muito arraigados não apenas na filosofia política fascista, mas também nos ensinamentos da Igreja Católica pós-tridentina, que permaneceu uma poderosa força cultural no regime fascista de Mussolini, representando um traço exclusivamente italiana do antissemitismo em que os judeus eram vistos como um obstáculo à transformação fascista da sociedade italiana por estarem vinculados ao que Mussolini via como democracias liberais decadentes.
Il Tevere, um jornal fascista italiano fundado por Mussolini e dirigido por Telesio Interlandi, frequentemente promovia o antissemitismo e protestava contra a suposta ameaça do "judaísmo internacional". Foi uma fonte frequente de elogios às políticas antissemitas de Adolf Hitler até sua dissolução após a queda de Mussolini e do regime fascista em 25 de julho de 1943. Após queda de Mussolini do poder, o governo Badoglio suprimiu as leis raciais no Reino da Itália. Eles permaneceram em vigor e foram agravados nos territórios governados pela República Social Italiana (1943-1945) até o final da Segunda Guerra Mundial.

## Crítica e impopularidade
Membros importantes do Partido Nacional Fascista (PNF), como Dino Grandi e Italo Balbo, supostamente se opuseram às leis raciais, e as leis eram impopulares para a maioria dos cidadãos italianos; os judeus eram uma pequena minoria na Itália e se integraram profundamente na sociedade e na cultura italiana ao longo de vários séculos. A maioria dos judeus na Itália eram descendentes dos antigos judeus italianos que praticavam o rito italiano e viviam na Península Itálica desde a Roma Antiga; de Judeus sefarditas ocidentais que migraram da Península Ibérica para a Itália após a Reconquista e a promulgação do Decreto de Alhambra na década de 1490; e uma porção menor de comunidades judaicas asquenazes, que se estabeleceram no Norte da Itália durante a Idade Média, que foram amplamente assimiladas nas comunidades judaicas e sefarditas estabelecidas de rito italiano. A maioria dos italianos não estava muito familiarizada com a população judaica, e a sociedade italiana não estava acostumada com o tipo de antissemitismo que era relativamente comum e prosperou por séculos em países de língua alemã e outras regiões do norte, noroeste e leste da Europa, onde os judeus haviam mais presença e viveram em grande número por um longo período de tempo.
Durante os anos anteriores da ditadura de Benito Mussolini, não houve nenhuma lei racial promulgada no Reino da Itália antes de 1938. As leis raciais foram introduzidas ao mesmo tempo em que a Itália fascista começava a se aliar à Alemanha nazista, e poucos meses antes da Itália fascista formar o Pacto de Aço, que assinava a aliança militar entre os dois países. William Shirer em Ascensão e Queda do Terceiro Reich sugere que Mussolini promulgou as leis raciais para apaziguar seus aliados alemães, ao invés de satisfazer qualquer genuíno sentimento antissemita entre o povo italiano.
De fato, antes de 1938 e da aliança do Pacto de Aço, Mussolini e muitos notáveis fascistas italianos haviam sido altamente críticos do nordicismo, racismo biológico e antissemitismo, especialmente o virulento e violento antissemitismo e racismo biológico que poderia ser encontrado na ideologia da Alemanha nazista. Muitos dos primeiros apoiadores do fascismo italiano, incluindo a amante de Mussolini, a escritora e socialite Margherita Sarfatti, eram de fato judeus italianos de classe média ou alta. O nordicismo e o racismo biológico eram muitas vezes considerados incompatíveis com a ideologia inicial do fascismo italiano; O Nordicismo subordinou inerentemente os próprios italianos e outros povos mediterrâneos abaixo dos alemães e europeus do noroeste em sua hierarquia racial proposta, e os primeiros fascistas italianos, incluindo Mussolini, viam a raça como uma invenção cultural e política, em vez de uma realidade biológica. 
Em 1929, Mussolini observou que os judeus italianos eram uma parte demograficamente pequena, mas culturalmente integral da sociedade italiana desde a Roma Antiga. Suas opiniões sobre os judeus italianos eram consistentes com sua perspectiva mediterrânea inicial, que sugeria que todas as culturas mediterrâneas, incluindo a cultura judaica, compartilhavam um vínculo comum. Ele argumentou ainda que os judeus italianos realmente se tornaram "italianos" ou nativos da Itália depois de viver por um período tão longo na Península Itálica. No entanto, as opiniões de Mussolini sobre raça eram muitas vezes contraditórias e mudavam rapidamente quando necessário e, como a Itália fascista tornou-se cada vez mais subordinada aos interesses da Alemanha nazista, Mussolini começou a adotar abertamente teorias raciais emprestadas ou baseadas nas políticas raciais nazistas, levando à introdução de leis raciais antissemitas. O historiador Federico Chabod argumentou que a introdução das leis raciais de influência nórdica foi um grande fator na diminuição do apoio público entre os italianos à Itália Fascista, e muitos italianos viram as leis raciais como uma óbvia imposição ou intrusão de valores alemães na cultura italiana e um sinal de que o poder de Mussolini e o regime fascista estavam entrando em colapso sob a influência nazista alemã.